# Raión de Imishli
Imishli (en azerí: İmişli) es uno de los cincuenta y nueve rayones en los que subdivide políticamente la República de Azerbaiyán. La capital es la ciudad de Imishli.

## Territorio y Población
Comprende una superficie de 1826 kilómetros cuadrados, con una población de 110 000 personas y una densidad poblacional de 60,2 habitantes por kilómetro cuadrado.

## Economía
En la región se destaca la producción de algodón y de granos dentro de la agricultura, y hay un sector dedicado a la ganadería. Existen grandes reservas de petróleo, hay organizaciones abocadas a la elaboración de materiales de construcción y la ginebra.